# Африканские личинкоеды
Африканские личинкоеды (лат. Campephaga) — род птиц из семейства личинкоедовых (Campephagidae). Представители рода распространены в Африке. Научное название рода Campephaga происходит от сочетания слов др.-греч. καμπη — гусеница и др.-греч. φαγος— поедатель.

## Классификация
В состав рода включают четыре вида:
| Изображение | Русское название      | Научное название                     | Распространение |
| ----------- | --------------------- | ------------------------------------ | --- |
|             | Campephaga flava      | Чёрный африканский личинкоед         | Ангола, Ботсвана, Бурунди, Демократическая Республика Конго, Эсватини, Эфиопия, Кения, Малави, Мозамбик, Намибия, Руанда, Сомали, Южно-Африканская Республика, Южный Судан, Танзания, Уганда, Замбия и Зимбабве                                                                           |
|             | Campephaga petiti     | Сине-чёрный африканский личинкоед    | Ангола, Габон, Демократическая Республика Конго, Камерун, Республика Конго, Кения, Нигерия и Уганда |
|             | Campephaga phoenicea  | Красноплечий африканский личинкоед   | Бенин, Буркина-Фасо, Камерун, Центральноафриканская Республика, Чад, Республика Конго, Демократическая Республика Конго, Кот-д'Ивуар, Эритрея, Эфиопия, Гамбия, Гана, Гвинея, Гвинея-Бисау, Кения, Либерия, Мавритания, Мали, Нигер, Нигерия, Сенегал, Сьерра-Леоне, Судан, Того и Уганда |
|             | Campephaga quiscalina | Пурпурногорлый африканский личинкоед | Ангола, Бенин, Габон, Гана, Гвинея, Демократическая Республика Конго, Камерун, Кения, Кот-д'Ивуар, Либерия, Мали, Нигерия, Сьерра-Леоне, Танзания, Того, Уганда, Южный Судан, Центральноафриканская Республика, Экваториальная Гвинея и Замбия                                            |